# Nāḩiyat Markaz ad Duraykīsh
Nāḩiyat Markaz ad Duraykīsh (arabiska: ناحية الدريكيش, ناحية مركز الدريكيش) är ett subdistrikt i Syrien.   Det ligger i provinsen Tartus, i den västra delen av landet, 150 km norr om huvudstaden Damaskus.
Trakten runt Nāḩiyat Markaz ad Duraykīsh består till största delen av jordbruksmark. Runt Nāḩiyat Markaz ad Duraykīsh är det tätbefolkat, med 511 invånare per kvadratkilometer.